# Генріх II Австрійський
Генріх II Язомирготт (нім. Heinrich II Jasomirgott; 1107 — 13 січня 1177) — маркграф Австрії 1141—1156, герцог Австрії з 1156, пфальцграф Рейнський (Генріх IV) 1140—1141, герцог Баварії (Генріх XI) 1141—1156, син Леопольда III Святого й Агнеси, дочки імператора Генріха IV. Походив з династії Бабенбергів.

## Коротка біографія
1140 року Генріх став пфальцграфом Рейнським, однак, після несподіваної смерті старшого брата Леопольда IV у 1141 році, повернувся до Баварії.
Успадкувавши від свого брата конфлікт з Вельфами за баварський престол, Генріх II був змушений на початку свого правління обороняти свої володіння від військ Вельфів й придушувати повстання їх прибічників у Баварії. 1147 року до Австрії вторглась угорська армія, яку, втім, було розбито у битві на річці Лейта. Одержавши перемогу над угорцями, герцог вирушив у хрестовий похід, в ході якого одружився з візантійською принцесою Феодорою Комнін. Після його повернення до Баварії знову спалахнула війна з Вельфами. Становище ускладнилось 1152 року, після вступу на престол Священної Римської імперії Фрідріха I, який прагнув до мирного розв'язання конфлікту між Вельфами й Бабенбергами для консолідації сил імперії з метою завоювання Італії.
1156 року імператор Фрідріх I передав Баварію главі дому Вельфів Генріху Леву, а як компенсацію Генріху II видав особливий патент про австрійські володіння Бабенбергів, відомий під назвою Privilegium Minus. Цим документом Австрія зводилась в ранг герцогства, проголошувалась її повна незалежність від Баварії та встановлювалось право спадкування австрійського престолу династією Бабенбергів як у чоловічій, так і в жіночій лінії, а також можливість призначення герцогом свого наступника (єдине у своєму роді право серед всіх німецьких князівств). Таким чином було закладено основу нової австрійської державності та створено передумови для розширення самостійності Австрії.
Наприкінці свого правління Генріх II брав участь у походах імператора Фрідріха I проти повсталих італійських міст та німецьких князів. У 1166 році герцог вів від імені імператора перемовини з Візантією. На регіональній арені Генріх II співпрацював з Каринтією проти коаліції Чехії, Угорщини та Штирії. Незважаючи на успішне вторгнення до Штирії, 1176 року чесько-угорські війська взяли гору над австрійцями й розорили долину Дунаю.
У 1145 році Генріх II переніс столицю Австрії до Відня. З його правління почався бурхливий розвиток цього міста. 1147 року було завершено будівництво собору Святого Стефана у Відні, який до сьогодення є однією з головних пам'яток столиці.
Походження прізвиська Генріха II — Язомирготт (Jasomirgott) — не зовсім зрозуміле. За однією теорією, воно сходить до арабської мови і пов'язано з участю герцога у хрестовому поході. За іншою версією, воно є скороченням фрази Ja so mir Gott helfe (якби Бог мені допоміг). Можливо, що воно слов'янського (словенського) походження та означає «Я за мир» (Ja za mir). (ArtGam, Ober)

## Родина
1 Дружина (з 1142) — Гертруда Суплінбурзька (1115—1143), дочка Лотара II, імператора Священної Римської імперії.
Діти:
- Ріхарда (1143—1200) — в шлюбі з Генріхом V, ландграфом Штеффлінгу

2 Дружина (з 1148) — Феодора Комніна (померла 1183), племінниця Мануїла I, імператора Візантії.
Діти:
- Леопольд V (1157—1194) — герцог Австрії з 1177, герцог Штирії з 1192
- Генріх (1158—1223) — герцог Медлінг, одружений (1177) з Ріхезою Чеською, дочкою Владислава II, короля Богемії
- Агнес (1154—1182) — у шлюбі з 1168 зі Стефаном III, королем Угорщини, другим шлюбом з Германом, герцогом Каринтії

## Генеалогія
| Попередник Леопольд IV |  | Маркграф Австрії 1141—1156 Герцог Австрії 1156—1177 |  | Наступник Леопольд V (герцог Австрії) |

| Попередник Леопольд IV |  | Герцог Баварії 1143-1156 |  | Наступник Генріх Лев |

| Попередник Вільгельм фон Орламюнде |  | Пфальцграф Рейнський (Генріх IV) 1139—1142 |  | Наступник Герман III Штахлекський |